# 比紹夫斯采爾

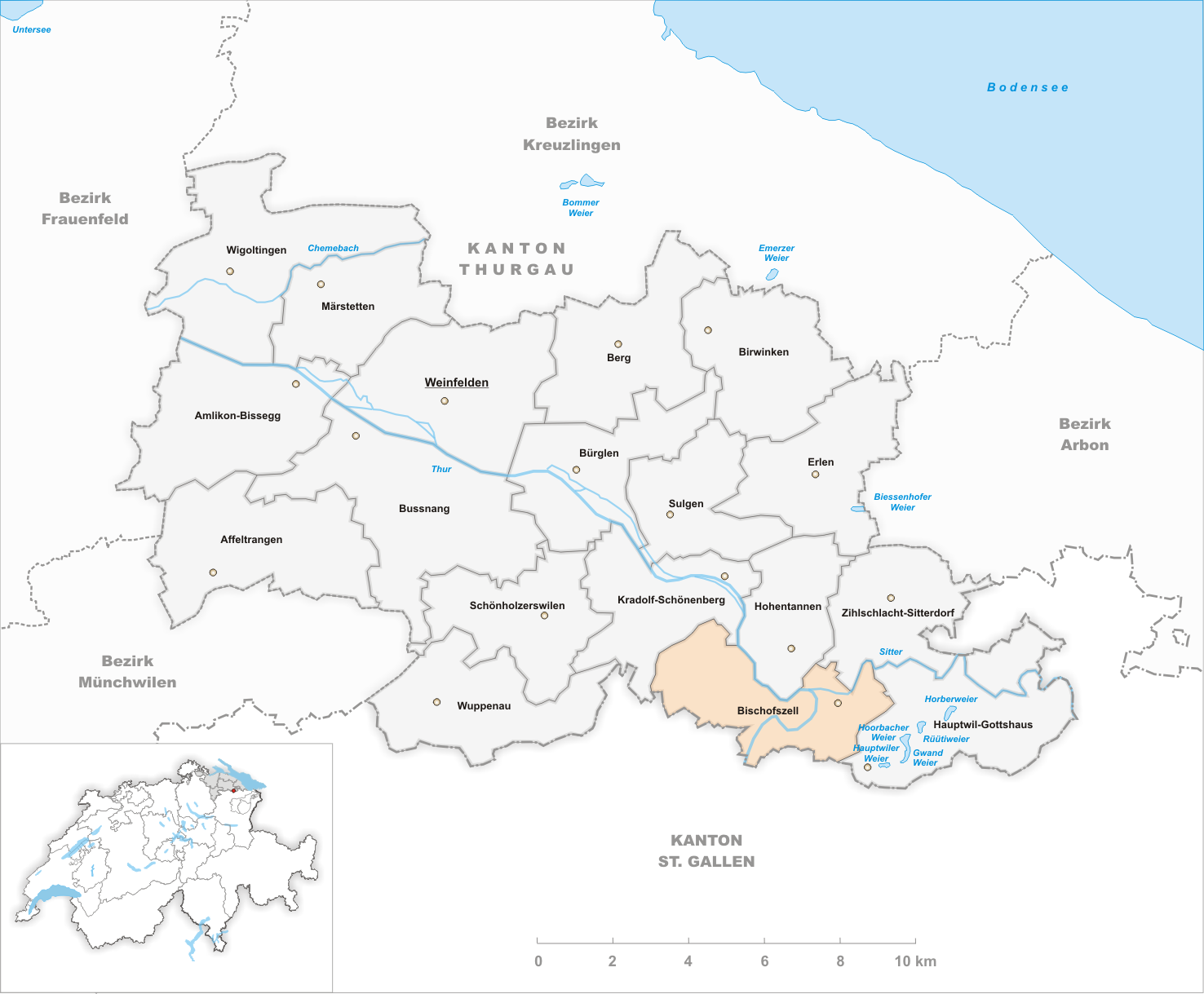
比绍夫斯采尔市地图

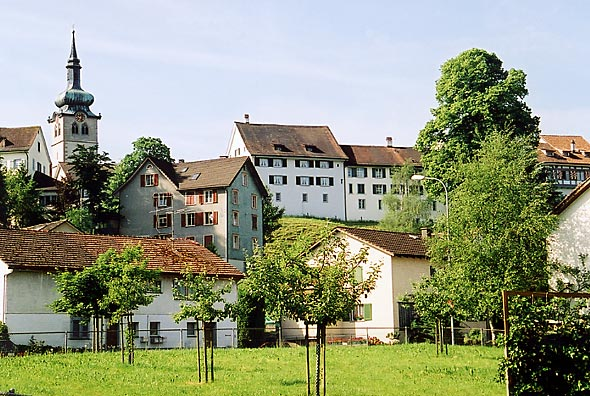
比绍夫斯采尔市风光

比紹夫斯采爾（德語：Bischofszell）是瑞士圖爾高州的市镇，位於該國東北部，面積为11.7平方公里，海拔高度506米，2017年12月31日人口为5,923人，其中四成居民信奉羅馬天主教。

## 外部連結
- 比绍夫斯采尔市官网 （页面存档备份，存于）（德文）